# Herbert Vetter

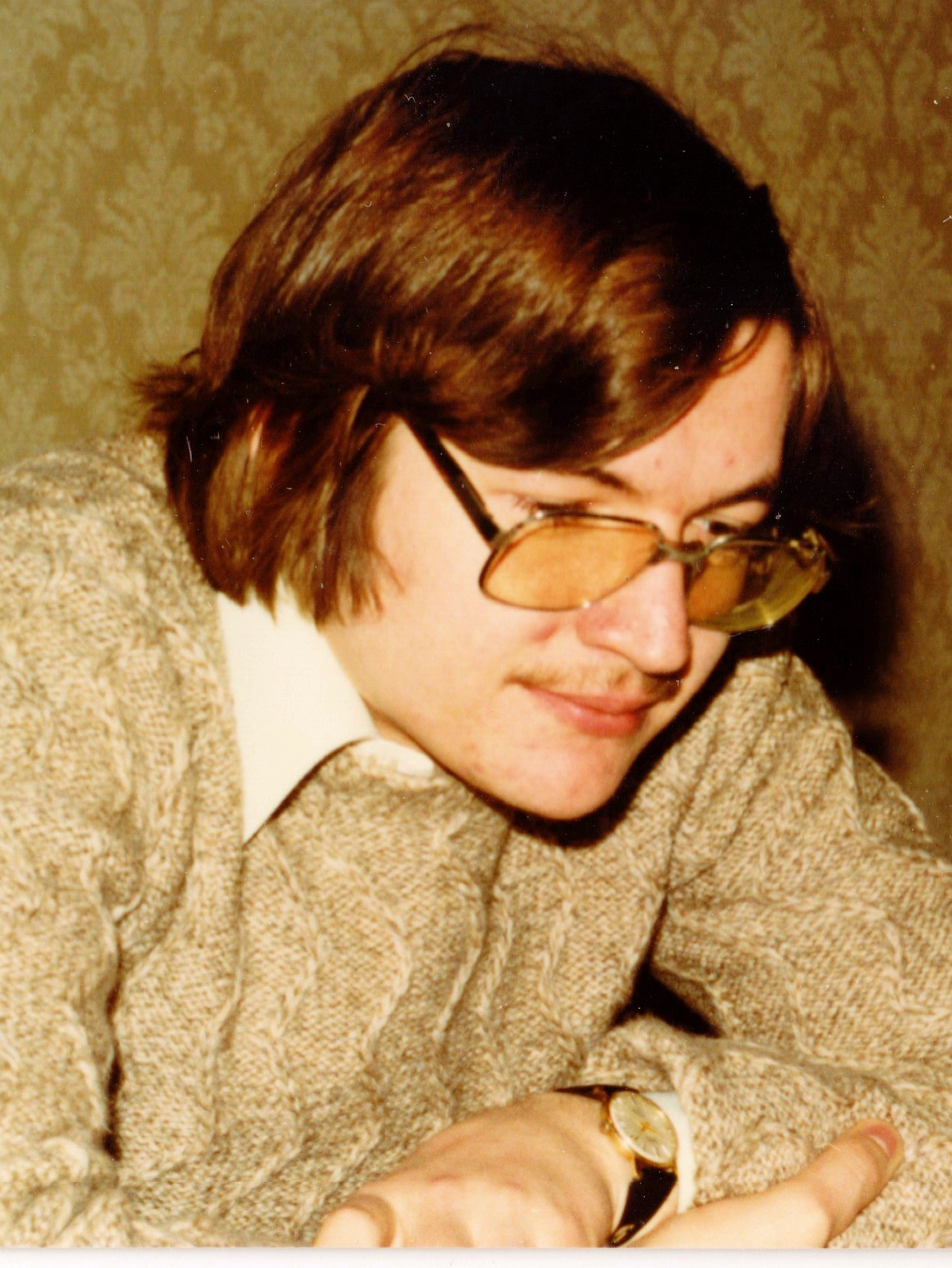
Herbert Vetter

Herbert Vetter (* 6. September 1957) ist ein deutscher Schachspieler. Er war 1980 Dähne-Pokal-Sieger.

## Schach

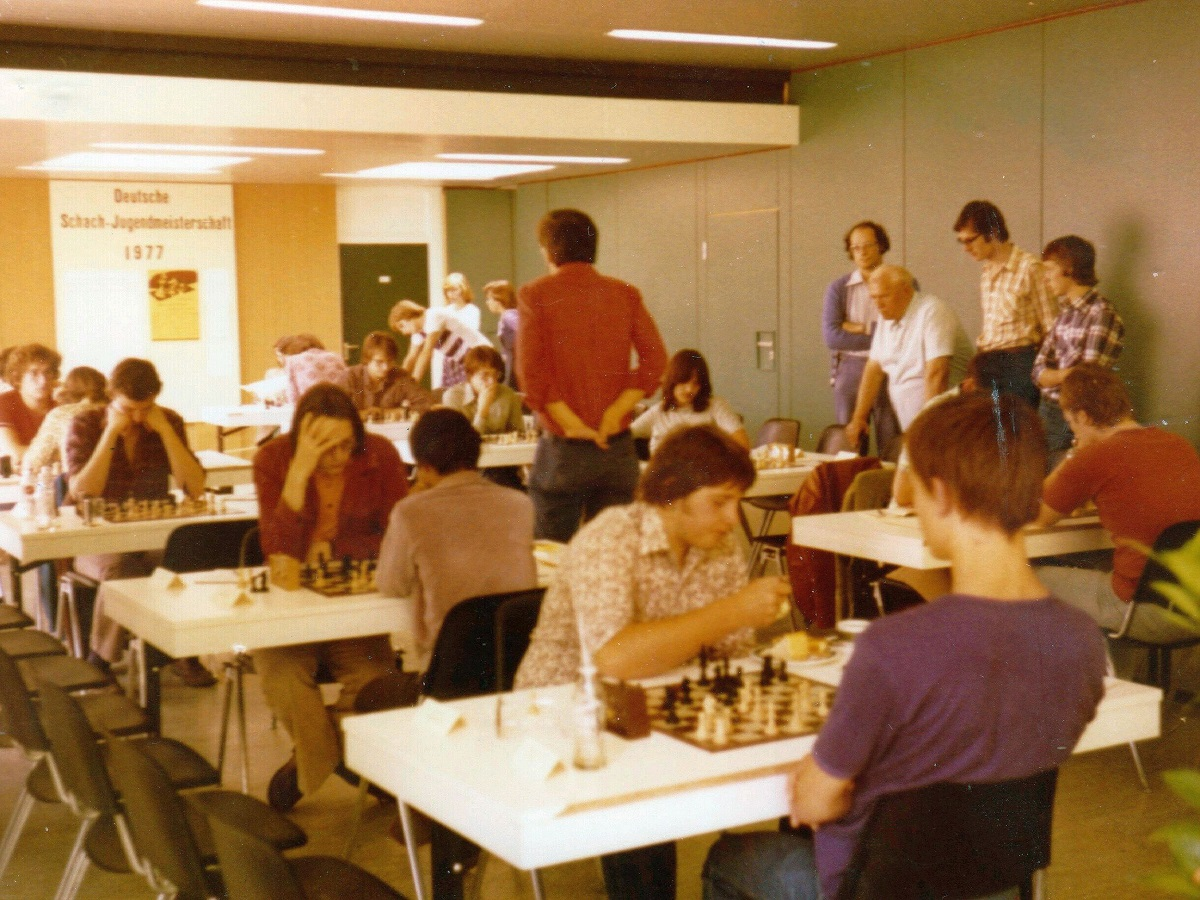
Deutsche Jugendmeisterschaft 1977
rechts stehend Zuschauer Herbert Vetter

Herbert Vetter spielte als Jugendlicher bei der 13. Deutschen Ländermeisterschaft der Jugend 1975 in Frankfurt am Main für den Schachverband Mittelrhein, der Vizemeister wurde.
Er nahm teil an der Deutschen Schacheinzelmeisterschaft 1980 in Bad Neuenahr, die Eric Lobron gewann. Außerdem spielte er bei der Meisterschaft von Nordrhein-Westfalen 1981 in Niederdreisbach, die Peter Ostermeyer vor Ralf Lau gewann. In Südlohn 1981 nahm er an der Juniorenmeisterschaft des Schachbundes NRW teil, die Klaus Bischoff gewann.

### Mannschaftskämpfe
Er spielte Mannschaftsschach in der deutschen Schachbundesliga in der Spielsaison 1981/82 für die Düsseldorfer SG Rochade. Mitte der 1980er- und Anfang der 1990er-Jahre spielte er für SF 47 Monheim. Mit Düsseldorf und Monheim nahm er teil an Mannschaftskämpfen in der NRW-Klasse und den NRW-Ligen.

### Sonstiges
Er ist Mitglied im Verein Langenfelder Schachfreunde 1933. Seine höchste Elo-Zahl war 2303 im Juli 2006.

## Veröffentlichungen
- gemeinsam mit Hagen Tiemann: Lettisches Gamit. Edition Mädler im Walter Rau Verlag, Düsseldorf 1980; 2. Auflage 1989 ISBN 3-7919-0213-X.